# ويليام كاثر هووك
ويليام كاثر هووك (بالإنجليزية: William Cather Hook)‏ هو محامي وقاضي أمريكي، ولد في 24 سبتمبر 1857 في واينسبرغ في الولايات المتحدة، وتوفي في 11 أغسطس 1921.